# Лонгін Енатонський
Лонгін (відомий 451–457 — ігумен (настоятелем або абатом) Енатону, чернечої спільноти за межами Александрії в Римському Єгипті. Він є предметом сахідської коптської агіографії, житія святих Лонгіна і Луція Подвижників, а також сахідської проповіді на честь Лонгіна єпископа Василія Оксиринського.

## Біографія
Відповідно до його Житія, яке вважається історично достовірним, Лонгін був з Лікії в Кілікії. Він і його вчитель Луцій Подвижник, який також є предметом агіографії, зробили в Сирії стільки чудес, що стали досить відомими. Щоб уникнути своєї слави, вони втекли до Енатону в Єгипті. На Енатоні Лонгін зробив мотузку, яку продав морякам. Прибутки він роздавав як милостиню. Він був обраний ігуменом до того, як Халкидонський собор (451 р.) скинув патріарха  Діоскара I Александрійського. Після того як Діоскор надіслав Енатону заяву про свою міафізітську віру, Лонгін очолив опозицію до ради. Він рішуче протистояв імператору Маркіану і зіграв роль у обранні протихалкідонського патріарха-суперника Тимофія II на зміну Діоскору. Він все ще був ігуменом, коли Маркіан помер у 457 році.